# Yponomeuta multipunctella
Yponomeuta multipunctella is een vlinder uit de familie van de stippelmotten (Yponomeutidae). De wetenschappelijke naam van de soort werd in 1860 gepubliceerd door James Brackenridge Clemens.